# 1484년

## 연호
- 명(明) 성화(成化) 20년
- 일본(日本) 분메이(文明) 16년
- 후 레 왕조(後黎朝) 홍득(洪德) 15년

## 기년
- 류큐(琉球) 쇼신왕(尚真王) 8년
- 명(明) 헌종 성화제(憲宗 成化帝) 20년
- 조선(朝鮮) 성종(成宗) 15년
- 후 레 왕조(後黎朝) 성종(聖宗) 25년

## 사건
조선 경국대전 완성

## 탄생
- 1월 1일 - 스위스의 신학자 울리히 츠빙글리.

## 사망
- 8월 12일 - 제 212대 로마 교황 식스토 4세